# بيتن تومسون
بيتن تومسون (بالإنجليزية: Peyton Thompson)‏ هو لاعب كرة قدم أمريكية أمريكي، ولد في 26 سبتمبر 1990 في أبيلين في الولايات المتحدة.

## وصلات خارجية
- بيتن تومسون على موقع مرجع كرة القدم المحترفة.كوم (الإنجليزية)
- بيتن تومسون على موقع كلية كرة القدم في سبورتس رفرنس.كوم (الإنجليزية)